# Collegio di Garston and Halewood
Garston and Halewood è stato un collegio elettorale situato nel Merseyside, nel Nord Ovest dell'Inghilterra, e rappresentato alla Camera dei comuni del Parlamento del Regno Unito. Eleggeva un membro del parlamento con il sistema first-past-the-post, ossia maggioritario a turno unico; il collegio è stato abolito con la revisione del 2024; parte è stata attribuita al re-istituito Liverpool Garston e parte al nuovo Widnes and Halewood.

## Estensione
Il collegio comprendeva i ward della città di Liverpool di Allerton and Hunts Cross, Belle Vale, Cressington, Speke-Garston e Woolton, e i ward del Metropolitan Borough of Knowsley di Halewood North, Halewood South e Halewood West. I confini erano stati tracciati in linea quasi retta.
Il collegio copriva parte dell'ex collegio di Liverpool Garston (parte della città di Liverpool) insieme alla parte meridionale di Knowsley (in precedenza nel collegio di Knowsley South).

## Membri del parlamento
| Elezione | Elezione | Deputato         | Partito          |
| -------- | -------- | ---------------- | ---------------- |
|          | 2010     | Maria Eagle      | Laburista        |
|          | 2024     | Collegio abolito | Collegio abolito |

## Elezioni

### Elezioni negli anni 2010
| Partito                    | Partito                                | Candidato                  | Risultati 12 dicembre 2019 | Risultati 12 dicembre 2019 |
| Partito                    | Partito                                | Candidato                  | Voti                       | %                          |
| -------------------------- | -------------------------------------- | -------------------------- | -------------------------- | -------------------------- |
|                            | Laburista                              | Maria Eagle                | 38 578                     | 72,34                      |
|                            | Conservatore                           | Neva Novaky                | 6 954                      | 13,04                      |
|                            | Lib Dem                                | Kris Brown                 | 3 324                      | 6,23                       |
|                            | Brexit                                 | Jake Fraser                | 2 943                      | 5,52                       |
|                            | Verdi                                  | Jean-Paul Roberts          | 1 183                      | 2,22                       |
|                            | Liberale                               | Hazel Williams             | 344                        | 0,65                       |
|                            |                                        |                            |                            |                            |
| Iscritti                   | Iscritti                               | Iscritti                   | 76 116                     | 100,00                     |
| ↳ Votanti (% su iscritti)  | ↳ Votanti (% su iscritti)              | ↳ Votanti (% su iscritti)  | 53 326                     | 70,06                      |
| ↳ Astenuti (% su iscritti) | ↳ Astenuti (% su iscritti)             | ↳ Astenuti (% su iscritti) | 22 790                     | 29,94                      |
|                            |                                        |                            |                            |                            |
|                            | Esito: collegio confermato a Laburista |                            |                            |                            |

| Partito                    | Partito                                | Candidato                  | Risultati 8 giugno 2017 | Risultati 8 giugno 2017 |
| Partito                    | Partito                                | Candidato                  | Voti                    | %                       |
| -------------------------- | -------------------------------------- | -------------------------- | ----------------------- | ----------------------- |
|                            | Laburista                              | Maria Eagle                | 41 599                  | 77,72                   |
|                            | Conservatore                           | Adam Marsden               | 9 450                   | 17,66                   |
|                            | Lib Dem                                | Anna Martin                | 1 723                   | 3,22                    |
|                            | Verdi                                  | Lawrence Brown             | 750                     | 1,40                    |
|                            |                                        |                            |                         |                         |
| Iscritti                   | Iscritti                               | Iscritti                   | 75 055                  | 100,00                  |
| ↳ Votanti (% su iscritti)  | ↳ Votanti (% su iscritti)              | ↳ Votanti (% su iscritti)  | 53 665                  | 71,50                   |
| ↳ Astenuti (% su iscritti) | ↳ Astenuti (% su iscritti)             | ↳ Astenuti (% su iscritti) | 21 390                  | 28,50                   |
|                            |                                        |                            |                         |                         |
|                            | Esito: collegio confermato a Laburista |                            |                         |                         |

| Partito                    | Partito                                | Candidato                  | Risultati 7 maggio 2015 | Risultati 7 maggio 2015 |
| Partito                    | Partito                                | Candidato                  | Voti                    | %                       |
| -------------------------- | -------------------------------------- | -------------------------- | ----------------------- | ----------------------- |
|                            | Laburista                              | Maria Eagle                | 33 839                  | 69,08                   |
|                            | Conservatore                           | Martin Williams            | 6 693                   | 13,66                   |
|                            | UKIP                                   | Carl Schears               | 4 482                   | 9,15                    |
|                            | Lib Dem                                | Anna Martin                | 2 279                   | 4,65                    |
|                            | Verdi                                  | Will Ward                  | 1 690                   | 3,45                    |
|                            |                                        |                            |                         |                         |
| Iscritti                   | Iscritti                               | Iscritti                   | 74 104                  | 100,00                  |
| ↳ Votanti (% su iscritti)  | ↳ Votanti (% su iscritti)              | ↳ Votanti (% su iscritti)  | 48 983                  | 66,10                   |
| ↳ Astenuti (% su iscritti) | ↳ Astenuti (% su iscritti)             | ↳ Astenuti (% su iscritti) | 25 121                  | 33,90                   |
|                            |                                        |                            |                         |                         |
|                            | Esito: collegio confermato a Laburista |                            |                         |                         |

| Partito                    | Partito                                      | Candidato                  | Risultati 6 maggio 2010 | Risultati 6 maggio 2010 |
| Partito                    | Partito                                      | Candidato                  | Voti                    | %                       |
| -------------------------- | -------------------------------------------- | -------------------------- | ----------------------- | ----------------------- |
|                            | Laburista                                    | Maria Eagle                | 25 493                  | 59,53                   |
|                            | Lib Dem                                      | Paula Keaveney             | 8 616                   | 20,12                   |
|                            | Conservatore                                 | Richard Downey             | 6 908                   | 16,13                   |
|                            | UKIP                                         | Tony Hammond               | 1 540                   | 3,60                    |
|                            | Respect                                      | Diana Raby                 | 268                     | 0,63                    |
|                            |                                              |                            |                         |                         |
| Iscritti                   | Iscritti                                     | Iscritti                   | 71 256                  | 100,00                  |
| ↳ Votanti (% su iscritti)  | ↳ Votanti (% su iscritti)                    | ↳ Votanti (% su iscritti)  | 42 825                  | 60,10                   |
| ↳ Astenuti (% su iscritti) | ↳ Astenuti (% su iscritti)                   | ↳ Astenuti (% su iscritti) | 28 431                  | 39,90                   |
|                            |                                              |                            |                         |                         |
|                            | Esito: collegio a Laburista (nuovo collegio) |                            |                         |                         |

## Risultati dei referendum

### Referendum sulla permanenza del Regno Unito nell'Unione europea del 2016
|             | Collegio             | Lasciare UE % | Rimanere in UE % |
| ----------- | -------------------- | ------------- | ---------------- |
|             | Garston and Halewood | 47,8%         | 52,2%            |
|             | Inghilterra          | 53,3%         | 46,7%            |
| Regno Unito | 51,9%                | 48,1%         |                  |